# Heads of State (filme)
Heads of State é um filme de comédia de ação americano de 2025 dirigido por Ilya Naishuller. É estrelado por Idris Elba, John Cena, Priyanka Chopra, Jack Quaid, Paddy Considine, Stephen Root e Carla Gugino. Heads of State foi lançado mundialmente pela Amazon MGM Studios via Prime Video em 2 de julho de 2025.

## Trama
Uma equipe conjunta de agentes do MI6 e oficiais da CIA, liderada pela agente sênior Noelle Bisset, está em Buñol, Espanha, durante o festival La Tomatina, perseguindo o traficante de armas russo Viktor Gradov. Gradov os supera, e seus homens matam a equipe de Bisset e adquirem uma ligação com o ECHELON, o programa de vigilância global usado pela aliança de inteligência da Anglosphere, Five Eyes.
Enquanto isso, Sam Clarke, primeiro-ministro da Grã-Bretanha, recebe uma visita de estado do recém-eleito presidente dos Estados Unidos, Will Derringer, um ex-astro de filmes de ação. Os dois homens não se dão bem, e uma discussão pública irrompe diante da imprensa, após a qual seus respectivos assessores, Quincy e Bradshaw, sugerem que eles voem juntos para a próxima cúpula da OTAN em Trieste a bordo do Força Aérea Um para apresentar uma frente unida ao mundo. Clarke e Derringer concordam relutantemente.
Durante o voo, o Força Aérea Um é atacado pelos terroristas de Gradov, que abatem o avião. Clarke e Derringer conseguem escapar usando dois paraquedas, mas ficam presos na Bielorrússia e são dados como mortos pelo resto do mundo. Percebendo que alguém em seus círculos íntimos os traiu para Gradov, os dois homens conseguem pegar uma carona para a Polônia com uma simpática senhora bielorrussa e buscam abrigo com o agente da CIA Marty Comer em Varsóvia. Os homens de Gradov, liderados pelos assassinos Sasha e Olga, atacam o esconderijo, e Comer leva um tiro na cabeça. Clarke e Derringer escapam com a ajuda de Bisset, que sobreviveu ao ataque de Gradov na Espanha.
Bisset conta a Clarke e Derringer que a cúpula da OTAN foi prejudicada porque o hacker de Gradov, Hammond, invadiu o Echelon e vazou arquivos de segurança nacional para o público. Derringer também descobre que Clarke e Bisset estavam em um relacionamento antes de Clarke decidir se candidatar a um cargo. Os três embarcam de trem para o cume na Itália, onde são atacados por outro assassino de Gradov. Hammond, cansado de ser forçado a trabalhar para Gradov, mata o assassino, mas é mortalmente ferido no processo. Ele instrui o trio a ir ao seu antigo escritório em Zadar, Croácia, para descobrir quem os traiu. Eles conseguem localizar registros de bate-papo antigos que incriminam o assessor de Derringer, Bradshaw. Eles são novamente atacados pelos assassinos de Gradov, e Clarke aparentemente morre em uma explosão.
Derringer e Bisset chegam a Trieste para a cúpula, onde descobrem que o verdadeiro traidor é a vice-presidente Elizabeth Kirk, que incriminou Bradshaw como uma pista falsa. Os assassinos que trabalham para ela e Gradov perseguem Derringer e Bisset por Trieste. Os dois são salvos por Clarke, que sobreviveu à explosão e dirigiu da Croácia para a Itália em um caminhão de bombeiros. Olga morre quando seu lançador de granadas dispara acidentalmente durante a perseguição, e o trio chega ao cume a tempo de impedir a dissolução da OTAN nas mãos de Kirk. Derringer a confronta, mas ela é baleada e morta por Gradov, cujos assassinos atacam o cume. Bisset luta e mata Sasha, enquanto Clarke e Derringer perseguem Gradov, acabando por matá-lo quando este joga uma estátua em seu helicóptero, causando sua queda.
Dois meses depois, os relacionamentos dentro da OTAN foram reparados, e Clarke e Derringer se tornaram amigos próximos. Em uma cena pós-créditos, é revelado que Comer sobreviveu ao ataque em Varsóvia devido a uma placa de metal em sua cabeça, e é abordado por Bisset enquanto tenta pegar mulheres em um bar.

## Elenco
- John Cena como Will Derringer, o presidente dos Estados Unidos famoso por sua carreira anterior como astro de filmes de ação
- Idris Elba como Sam Clarke, o primeiro-ministro da Grã-Bretanha e um veterano do Exército Britânico
- Priyanka Chopra como Noelle Bisset, uma agente sênior do MI6 encarregada de proteger Clarke e Derringer
- Jack Quaid como Marty Comer, um oficial da CIA e agente da estação em Warsaw
- Paddy Considine como Viktor Gradov, um traficante de armas russo
- Stephen Root como Arthur Hammond, um hacker de Gradov
- Carla Gugino como Elizabeth Kirk, a vice-presidente dos Estados Unidos
- Sarah Niles como Simone Bradshaw, Chefe de Gabinete da Casa Branca
- Richard Coyle como Quincy Harrington, Chefe de Gabinete de Downing Street
- Clare Foster como Cat Derringer, a Primeira-dama dos Estados Unidos
- Katrina Durden como Olga the Killer, a Assassina, uma assassina que trabalha para Gardov
- Aleksandr Kuznetsov como Sasha the Killer, um assassino que trabalha para Gardov
- Sharlto Copley como Thomas 'Coop' Cooper, um agente da CIA e colega de Bisset
- Adrian Lukis como Jack Gordon, um repórter
- Ingeborga Dapkunaite como agricultora bielorrussa
- Steven Cree como Agente Crasson, o principal agente do Serviço Secreto do Presidente Derringer
- Claudia Doumit em uma participação especial sem nome

## Produção
Foi anunciado em outubro de 2020 que a Amazon Studios havia adquirido o projeto, que teria Idris Elba e John Cena como estrelas, a dupla já tendo coestrelado juntos em The Suicide Squad (2021). Dois anos depois, em outubro de 2022, Ilya Naishuller foi contratado para dirigir o filme. Em abril de 2023, Priyanka Chopra se juntou ao elenco. Paddy Considine, Stephen Root, Carla Gugino, Jack Quaid, Sarah Niles e Richard Coyle seriam adicionados ao elenco no mês seguinte.
As filmagens começaram em Londres em maio de 2023. As filmagens continuaram no St George's Hall de Liverpool em junho de 2023. Mais tarde, em julho e agosto, as filmagens foram transferidas para Trieste para algumas cenas de perseguição. Em maio de 2024, cenas adicionais foram filmadas em Belgrado, Sérvia.

## Lançamento
Chefes de Estado foi lançado no Prime Video em 2 de julho de 2025.

## Recepção
No site agregador de críticas Rotten Tomatoes, 71% das 90 avaliações dos críticos são positivas. O consenso do site diz: "O tratamento despreocupado da geopolítica de Heads of State pode ser muito fofo, mas a aliança cômica entre Idris Elba e John Cena permanece forte neste filme de ação habilidoso." O Metacritic, que usa uma média ponderada, atribuiu ao filme uma pontuação de 57 em 100, com base em 19 críticos, indicando avaliações "mistas ou médias".
Matt Zoller Seitz do RogerEbert.com deu ao filme duas estrelas e meia de quatro e escreveu: "No geral, é uma diversão estúpida, feita com tanto brio que sua história superficial e atitude às vezes muito superficial não o prejudicam muito."